# Blokus
Blokus est un jeu de société créé par Bernard Tavitian en 2000, édité par Sekkoïa et distribué en France par Winning Moves.
Pour 2 à 4 joueurs, à partir de 7 ans pour environ 20 minutes.

## Principe général
Les joueurs disposent tous d'un jeu de pièces identiques en début de partie. Chaque joueur à son tour place une de ses pièces sur le tablier en respectant les règles de pose. Lorsque plus aucun joueur ne peut poser de pièce, la partie s'achève et on compte les points : les pièces étant composées de segments, le vainqueur est celui ayant posé le plus grand nombre de segments sur le plateau de jeu.

## Règle du jeu

### Matériel
- 1 tablier de jeu composé de 400 cases (20x20)
- 4 jeux de 21 pièces en 4 couleurs ; chaque jeu est composé de 12 pentominos, 5 tétrominos, 2 triominos, 1 domino et 1 carré simple.

### Mise en place
Au départ, le tablier est vide de toute pièce. Chaque joueur reçoit un jeu de pièces qu'il dispose devant lui comme il le souhaite. Les joueurs sont placés autour de la table dans l'ordre suivant : bleu, jaune, rouge, vert. Chacun a devant lui un coin du tablier de jeu.

### But du jeu
Placer le plus de pièces possible. Les pièces restant en main à la fin de la partie détermineront un score négatif.

### Déroulement
On joue officiellement selon l'ordre suivant : bleu, jaune, rouge, vert.
Le premier joueur (bleu) place une de ses 21 pièces sur le tablier. Cette première pièce doit recouvrir la case d'angle du plateau qui est devant lui. Jaune, Rouge puis Vert font de même.
Les joueurs posent ensuite une pièce à tour de rôle, chaque nouvelle pièce devant en toucher une de sa couleur par au moins un angle, mais des pièces de même couleur ne peuvent jamais se toucher par un côté.

### Fin de partie et vainqueur
Dès qu'un joueur ne peut plus jouer de pièce, il abandonne. Il est possible qu'un joueur qui peut encore placer des pièces joue seul plusieurs fois de suite à la fin de la partie.
Lorsque tous les joueurs ont abandonné, la partie est terminée.
Le vainqueur est alors celui qui a le score le plus élevé. Chaque joueur marque :
- -1 point par carré non posé (un pentamino qui resterait en main fait donc perdre 5 points)
- 15 points si on a posé toutes ses pièces + 5 autres points si la dernière pièce posée était le petit carré.

## Variantes

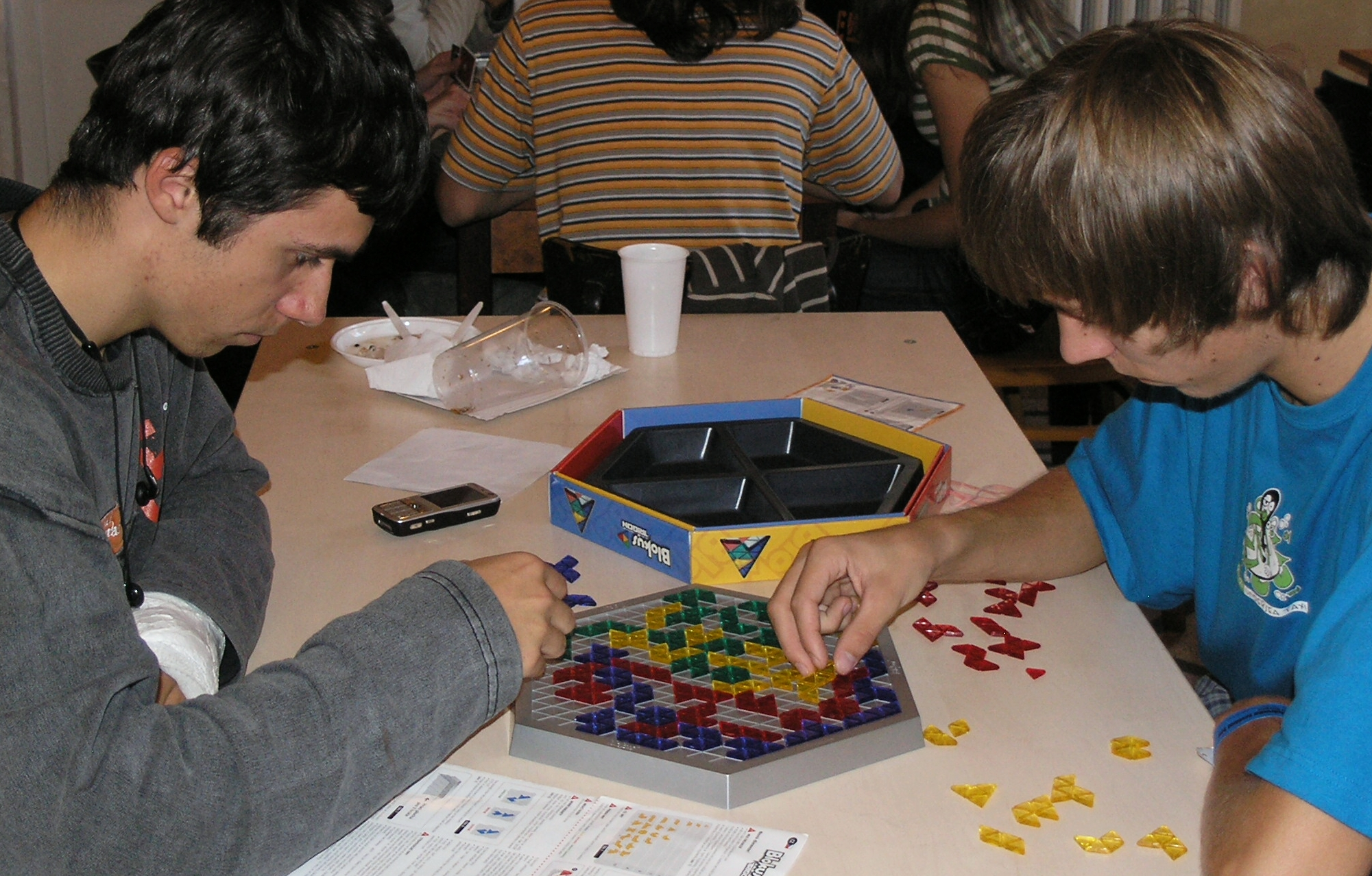
Partie de Blokus

Jeu en équipe
À quatre joueurs, on peut jouer en association. Les joueurs associés se placent face à face
Jeu à trois joueurs
Pour faciliter le jeu à trois joueurs, on peut commencer n'importe où et laisser libre le rang extérieur afin de garder le même niveau de complexité.
Contact rapide
Au lieu de poser sa première pièce en recouvrant une case de coin, on peut adopter une variante qui consiste à recouvrir une case placée à la cinquième ligne et cinquième colonne en partant du coin.
Blitz ou jeu rapide
On place les pièces à tour de rôle n'importe où, la seule contrainte étant qu'aucune pièce ne peut en toucher une autre par les côtés. À trois ou quatre joueurs on utilise tout le jeu, mais à deux joueurs, on garde libre le rang extérieur des cases.

## Compétitions
Le jeu est devenu très populaire et des nombreuses compétitions sont organisées dans plusieurs pays (France, Canada, États-Unis, Australie…).
Jusqu'au 18 mai 2012, sur le site blokus.com, un classement était établi en temps réel pour les joueurs en ligne et des tournois sont régulièrement organisés. Le site a été fermé par Mattel, disant "il ne répond pas à nos normes de jouabilité".
Depuis 2006, chaque année, deux tournois confèrent le titre de « champion de Blokus » : un tournoi européen et un autre sur le continent américain.
Les tournois européens ont eu lieu en France (Parthenay 2006, Provins 2007) et en Belgique (Brabant-Wallon 2008, 2009, 2010, 2011,2013, Dinant en 2012). Les tournois américains ont eu lieu à Ottawa (2007), Montréal (2008), Toronto (2011) et Chicago (2012)

## Blokus duo
Blokus duo est une adaptation de Blokus pour deux joueurs. Les pièces sont plus petites et le tablier ne mesure que 196 cases (14x14).
Les règles sont identiques à celles de Blokus. Toutefois, le point de départ de chaque joueur est placé comme dans la variante "contact rapide" à 5 cases du coin en diagonale. Les deux joueurs doivent donc commencer chacun sur un des deux points prédéterminés sur le plateau de jeu. Ces deux points sont clairement indiqués et se font face.

## Blokus trigon
Blokus trigon reprend le même principe que Blokus mais avec des pièces formées de 1 à 6 triangles équilatéraux adjacents.
Chaque joueur dispose de 22 pièces :
- 12 pièces formées de 6 triangles
- 4 pièces formées de 5 triangles
- 3 pièces formées de 4 triangles
- 1 pièce formée de 3 triangles
- 1 pièce formée de 2 triangles
- 1 pièce formée du triangle seul

Le tablier est un hexagone composé de 486 cases triangulaires. Chaque côté compte 9 triangles. Les points de départ sont situés au centre de la quatrième ligne de chacun des six côtés. Il existe donc 6 points de départ et chaque joueur peut choisir librement son point de départ à son tour d'entrer en jeu.
Blokus trigon est plus adapté que son aîné au jeu à trois joueurs. En effet, il est possible d'éliminer une couleur et la ligne la plus à l'extérieur afin de ne jouer qu'a trois joueurs.

## Blokus 3D
Blokus 3D est particulier au sein de la famille des jeux "Blokus": il reprend en effet le design général, les couleurs et les formes "Tétris" de Blokus, tout en proposant un concept de jeu tiré du jeu Rumis. Les deux jeux sont d'ailleurs du même auteur Stefan Kögl.
L'objectif consiste à empiler des pièces afin de faire en sorte d'avoir la majorité des cubes situés sur le dessus à la fin de la partie.

## Récompense
| - Concours de créateurs de jeux de Besançon Boucle d'Or 1999 | - As d'or Jeu de l'année 2001  |
| - Japan Boardgame Prize meilleur jeu en japonais 2002        | - Mensa Select Mind Games 2003 |
| - Sceau d'excellence Option consommateurs (Blokus duo) 2006  |                                |